# 光果赤芍
光果赤芍（学名：Paeonia veitchii var. leiocarpa）为毛茛科芍药属下的一个变种。

## 扩展阅读
- 維基物種上的相關：光果赤芍